# Villedômer
Villedômer – miejscowość i gmina we Francji, w Regionie Centralnym, w departamencie Indre i Loara.
Według danych na rok 1990 gminę zamieszkiwało 1095 osób, a gęstość zaludnienia wynosiła 31 osób/km² (wśród 1842 gmin Regionu Centralnego Villedômer plasuje się na 358. miejscu pod względem liczby ludności, natomiast pod względem powierzchni na miejscu 236.).